# معركة مارع
معركة مارع هي معركة وقعت في 8 أغسطس (آب) 2015 خلال الحرب الأهلية السورية في بلدة مارع بمدينة أعزاز التابعة لمحافظة حلب في سوريا.

## التسلسل الزمني للأحداث
هاجم مقاتلو تنظيم الدولة الإسلامية في العراق والشام (داعش) في 8 أغسطس (آب) 2015 قرى أم حوش وتلالين وأم القرى وصوران الواقعة بالقرب من بلدة مارع بمنطقة أعزاز التابعة لمحافظة حلب، والتي كانت تُسيطر عليها الفصائل المسلحة التابعة للمعارضة السورية. نفّذ مقاتلو تنظيم الدولة الإسلامية هجومين انتحاريّين قُتل خلالهما 10 من مقاتلي داعش، في حين بلغت الخسائر في صفوف ميليشيات المعارضة السورية 37 قتيلًا و20 مفقودًا بحسب ما أعلنه المرصد السوري لحقوق الإنسان. قامت قوات التحالف الدولي بقيادة الولايات المتحدة الأمريكية بتنفيذ عدّة ضربات جويّة بالمنطقة، ولكن سُرعان ما اتفقت الولايات المتحدة الأمريكية وتركيا في أعقاب هجوم سروج على إقامة منطقة محمية في شمال مدينة حلب بالقرب من الحدود التركية في المنطقة التي دارت فيها الاشتباكات بين مقاتلي تنظيم الدولة ا لإسلامية والفصائل
التابعة للمعارضة السورية، وهو ما دفع ميليشيات جبهة النصرة إلى إعلان سحب قواتها من هذه المنطقة في 9 أغسطس (آب) 2015 احتجاجًا على ذلك الاتّفاق الأمريكي التركي المُشترك، في حين أعلنت جماعة أحرار الشام في 11 أغسطس (آب) 2015، دعمها للمشروع، ووصفت تركيا بشكل خاص بأنها أهم حليف للثورة السورية.
في ذلك الوقت كان تنظيم الدولة الإسلامية يواصل هجماته بالقرب من بلدة مارع، وقد قُتل خلال ليلة 11 أغسطس (آب) 2015 ما لا يقل عن 25 مُقاتلًا من الفصائل التابعة للمعارضة السورية وفقًا لما كشف عنه المرصد السوري لحقوق الإنسان، فضلا عن 8 مُقاتلين من المنتمين لتنظيم داعش من بينهم 4 انتحاريين. وفي 14 أغسطس (آب) 2015، تمكن مقاتلو تنظيم الدولة الإسلامية من الاستيلاء على قرية تلالين وحاولوا محاصرة بلدة مارع الصغيرة. وبحسب تقارير أوردتها منظمة أطباء بلا حدود إلى جانب تصريحات أدلت بها الجمعية الطبية السورية الأمريكية ونشطاء سوريين، فقد نفذ تنظيم الدولة الإسلامية هجومًا كيميائيًا على المنطقة باستخدام غاز الخردل في 21 أغسطس (آب)، كما أطلق حوالي 50 قذيفة هاون على بلدة مارع، مما أدى إلى إصابة ما لا يقل عن 50 مدنيًا وتسبب في مقتل طفل. في 5 نوفمبر (تشرين الثاني) 2015، أكدت منظمة حظر الأسلحة الكيميائية استخدام غاز الخردل في مارع في 21 أغسطس (آب) 2015.
وفي ليلة 27 أغسطس (آب) 2015، تمكّن مقاتلو داعش من الاستيلاء على ثلاث قرى واقعة بالقرب من بلدة مارع، وهي قرى دلخا وحربل وسندق، ودخلوا إلى ضواحي البلدة، وقتلوا العشرات من رجال الفصائل التابعة للمعارضة السورية بحسب ما أعلنه المرصد السوري لحقوق الإنسان، ثُمّ اتّجهوا إلى الشمال، حيث تمكنوا أيضًا من الاسنتيلاء على قريتين أخريين كانت جبهة النصرة قد هجرت سكانهما في وقت سابق. وفي يوم 29 أغسطس (آب) 2015، نجح تنظيم الدولة الإسلامية في صدّ هجوم شنه مقاتلو الفصائل التابعة للمعارضة السورية على قرية تلالين، وقتلوا منهم ما لا يقل عن 18 مُقاتلًا وفقًا لما كشف عنه المرصد السوري لحقوق الإنسان.

## الخسائر البشرية
خلفت الهجمات التي شنتها ميليشيات تنظيم الدولة الإسلامية (داعش) على بلدة مارع والقُرى المحيطة بها بحسب التقرير الذي أصدره المرصد السوري لحقوق الإنسان في 14 أغسطس (آب) 2015 بعد أسبوع من الاشتباكات ما لا يقل عن 76 قتيلًا من الفصائل التابعة للمعارضة السورية، ونحو 45 قتيلًا من مقاتلي تنظيم الدولة الإسلامية. وفي 4 سبتمبر (أيلول) 2015، أعلن مكتب المرصد السوري لحقوق الإنسان عن أنّ ما لا يقلّ عن 20 مُقاتلًا من الفصائل التابعة للمعارضة السورية، و27 مُقاتلًا من المنتمين تنظيم الدولة الإسلامية قد لقيوا حتفهم خلال الاشتباكات الدائرة بمنطقة مارع. وفي 8 سبتمبر (أيلول) 2015، ذكر المرصد السوري لحقوق الإنسان أن ما لا يقل عن 134 مقاتلًا من المنتمين لتنظيم داعش لقيوا حتفهم، من بينهم عشرة انتحاريين وأسيرين تم إعدامهما، بالإضافة إلى 195 مقاتلًا من الجبهة الإسلامية وجماعات معارضة أخرى، لقوا حتفهم بعد شهر من القتال في منطقة مارع.

## النتائج
تمكن مقاتلو تنظيم الدولة الإسلامية من الاستيلاء على قرية تلالين، ولكن في 17 نوفمبر (تشرين الثاني) 2015، تجدّدت الاشتباكات مرّة أخرى في منطقة مارع.